# Afroedura namaquensis
Espèce
Synonymes
- Oedura namaquensis FitzSimons, 1938
- Afroedura africana namaquensis (FitzSimons, 1938)

Afroedura namaquensis est une espèce de geckos de la famille des Gekkonidae.

## Répartition
Cette espèce est endémique du Cap-du-Nord en Afrique du Sud.

## Étymologie
Son nom d'espèce, composé de namaqu[aland] et du suffixe latin -ensis, « qui vit dans, qui habite », lui a été donné en référence au lieu de sa découverte, le Namaqualand.

## Publication originale
- FitzSimons, 1938 : Transvaal Museum Expedition to South-West Africa and Little Namaqualand, May to August 1937 - Reptiles and Amphibians. Annals of the Transvaal Museum, vol. 19, no 2, p. 153-209 (texte intégral).